# Radomir Drašović
Radomir Drašović (Belgrado, 22 de julho de 1997) é um jogador de polo aquático sérvio.

## Carreira
Drašović começou a jogar pólo aquático aos 10 anos. Em 2023 graduou-se em Belgrado em gestão desportiva. Drašović, de 1,93 metros de altura, jogou pelo VK Novi Sad em 2024.
Drašović venceu com a equipe júnior sérvia no Campeonato Mundial Júnior de 2015 e, dois anos depois, ficou em terceiro. Ele fez sua estreia na seleção nacional em 2016. Na Copa do Mundo de 2019, a seleção sérvia ficou em quinto lugar depois de perder por 9 a 12 para os espanhóis nas quartas de final.
Em 2022, Radomir Drašović e a seleção sérvia conquistaram o quinto lugar na Copa do Mundo de Budapeste, após uma vitória por 12–14 sobre a Croácia nas quartas de final. Na Copa do Mundo de 2023, os sérvios venceram nas quartas de final a Itália após arremessos de cinco metros. Um 7–13 contra os gregos nas semifinais foi seguido por um 6–9 contra a Espanha na luta pelo bronze. Em fevereiro de 2024, na Copa do Mundo de Doha, os sérvios perderam por 13–15 para os croatas nas quartas de final e terminaram em sexto lugar.
Nos Jogos Olímpicos de Verão de 2024, em Paris, conquistou a medalha de ouro no torneio masculino do polo aquático, após vencer na final confronto contra a equipe croata por 13–11.